# جی‌جی ۱۰۰۲
جی‌جی ۱۰۰۲ یک ستاره است که در صورت فلکی نهنگ قرار دارد.